# Liste der Naturdenkmäler im Landkreis Erding
Die Liste der Naturdenkmäler im Landkreis Erding nennt die Naturdenkmäler in den Städten und Gemeinden im Landkreis Erding in Bayern.
Nach Art. 51 Abs. 1 Nr. 4 BayNatSchG ist das Landratsamt des Landkreises Erding für den Erlass von Rechtsverordnungen über Naturdenkmäler (§ 28 BNatSchG) zuständig.

## Liste
| Bild            | Lfd. Nr. | Nr. | Bezeichnung                                  | Gemeinde                                 | Lage | Bemerkung |
| --------------- | -------- | --- | -------------------------------------------- | ---------------------------------------- | --- | --- |
|                 | 1        | 1   | 2 Eichen                                     | Erding, OT Altenerding                   | Feldstraße Itzling-Itzlingerloh (48° 16′ 48,8″ N, 11° 52′ 19,9″ O)                                                              | |
| Linde Kirchberg | 2        | 2   | Linde                                        | Kirchberg                                | bei Kapelle westlich von Arndorf (48° 24′ 32″ N, 12° 3′ 29,5″ O)                                                                | |
| weitere Bilder  | 3        | 7   | Lindenhain                                   | Erding, OT Altenerding                   | Ortschaft Bergham (48° 16′ 33,9″ N, 11° 53′ 39,5″ O)                                                                            | Es handelt sich um etwa 120 Linden und etwa 80 Eschen. Die ältesten Linden sind – wie Probebohrungen gezeigt haben – etwa 400 Jahre alt (Stand 2019). |
|                 | 4        | 14  | 6 Eichen                                     | Bockhorn, OT Salmannskirchen             | nahe Anwesen Wiesthof Hn. 20 (48° 17′ 51,3″ N, 11° 58′ 3,3″ O)                                                                  | |
|                 | 5        | 13  | 7 Weiden                                     | Fraunberg                                | Straße am westlichen Ortseingang (48° 22′ 7,4″ N, 11° 59′ 17,4″ O)                                                              | 9 Eichen wurden gelöscht mit Verordnung vom 25. Februar 1982, Abl. 10 vom 17. März 1982 |
|                 | 6        | 15  | Linde                                        | Itzling                                  | Anhöhe bei Itzling (48° 24′ 5,5″ N, 12° 2′ 6″ O)                                                                                | |
|                 | 7        | 11  | Kirchen-Linde                                | Oberding                                 | westlich der Kirchenmauer in Aufkirchen (48° 18′ 23,1″ N, 11° 51′ 45,6″ O)                                                      | |
|                 | 8        | 12  | Eiche                                        | Wörth                                    | Schulgarten in Wörth (48° 14′ 39,9″ N, 11° 54′ 9,1″ O)                                                                          | |
|                 | 9        | 16  | Lindenhain                                   | Erding                                   | in Heiliggeist (48° 18′ 20,3″ N, 11° 54′ 34,5″ O)                                                                               | |
|                 | 10       | 21  | Eiche                                        | Buch am Buchrain                         | nördlich Hausmehring an Feldstraße (48° 13′ 17,5″ N, 11° 59′ 5,2″ O)                                                            | |
|                 | 11       | 22  | 2 Eichen                                     | Dorfen, OT Watzling                      | südlich der Straße nach Lengdorf (48° 14′ 59,8″ N, 12° 5′ 29,5″ O)                                                              | |
|                 | 12       | 23  | Spitz-Ahorn                                  | Hohenpolding                             | 400 m östlich Loiting (48° 23′ 29″ N, 12° 8′ 17,4″ O)                                                                           | |
|                 | 13       | 20  | 6 Eichen                                     | Wörth                                    | südlich von Wifling am nördlichen Waldrand (48° 13′ 39,9″ N, 11° 53′ 19,6″ O)                                                   | |
|                 | 14       | 27  | 2 Findlinge                                  | Forstern                                 | früher am Rand der Landstraße Erding-Hohenlinden, jetzt im Schulzentrum in Forstern (48° 11′ 3,8″ N, 11° 58′ 27,4″ O)           | Es handelt sich um angewitterten Nummulitenkalksandstein aus dem Inntal. Der Block wurde beim Kiesabbau nördlich von Forstern gefunden und dann zunächst neben der Staatsstraße St 2331 aufgestellt, wo er für viele Jahre verblieb und als Naturdenkmal ausgewiesen wurde. Im Zuge einer Baumaßnahme wurde er 2006 mit Zustimmung der Unteren Naturschutzbehörde in das Schulzentrum in Forstern umgelagert. Geotop 177R002 |
|                 | 15       | 28  | 2 Linden                                     | Erding, OT Altenerding                   | Mulde südwestlich der Straße Erding-Moosinning (48° 17′ 11,9″ N, 11° 52′ 26,3″ O)                                               | |
|                 | 16       | 29  | Flur-Eiche                                   | Oberding                                 | 100 m östlich Feldstraße Aufkirchen-Stammham (48° 18′ 3,8″ N, 11° 52′ 18,9″ O)                                                  | |
|                 | 17       | 30  | 3 Flur-Eichen                                | Oberding                                 | 50 m östlich Handelshof (48° 18′ 4,4″ N, 11° 52′ 32,1″ O)                                                                       | |
|                 | 18       | 35  | Eiche                                        | Bockhorn, OT Matzbach                    | unmittelbar westlich von Polzing (48° 17′ 29,8″ N, 12° 0′ 32,7″ O)                                                              | |
|                 | 19       | 34  | Eiche                                        | Oberding                                 | 200 m südlich der Straße Erding-Aufkirchen (48° 18′ 17″ N, 11° 52′ 25,4″ O)                                                     | |
|                 | 20       | 36  | Linde                                        | Taufkirchen, OT Gebensbach               | vor Schulhaus in Gebensbach (48° 20′ 13,2″ N, 12° 13′ 44,3″ O)                                                                  | |
|                 | 21       | 37  | 8 Eichen, 2 Wildbirnen und Schwarzkiefer     | Fraunberg                                | an der Süd- und Westfront des Hofes (48° 22′ 11,1″ N, 11° 58′ 31″ O)                                                            | |
| weitere Bilder  | 22       | 39  | 2 Flur-Eichen                                | Ottenhofen                               | nördlich Straße Markt Schwaben-Pastetten (48° 11′ 57,9″ N, 11° 54′ 19,6″ O, 48° 12′ 2,6″ N, 11° 54′ 20,7″ O)                    | |
| weitere Bilder  | 23       | 40  | Baumgruppe                                   | Ottenhofen                               | Südwestrand des Schloßparkes (48° 12′ 43,9″ N, 11° 52′ 43,9″ O)                                                                 | 3 Winterlinden, 4 Eichen, 1 Kastanie, 20 Hainbuchen, 2 Weiden |
|                 | 24       | 41  | Eiche                                        | Buch am Buchrain                         | Westrand von Anwesen Hn. 57 (48° 12′ 34,9″ N, 11° 59′ 44,4″ O)                                                                  | |
| weitere Bilder  | 25       | 43  | Eiche                                        | Taufkirchen, OT Hofkirchen               | gegenüber der Kirche in Hörgersdorf (48° 18′ 2,8″ N, 12° 3′ 24,2″ O)                                                            | |
| weitere Bilder  | 26       | 45  | Birnbaum                                     | Taufkirchen, OT Hofkirchen               | Nordrand von Anwesen Fenkenöd Hn. 1 (48° 18′ 41,3″ N, 12° 3′ 43,7″ O)                                                           | Die Wildbirne ist ca. 250 Jahre alt (Stand 2019) und gilt als ältester Birnbaum in Oberbayern |
|                 | 27       | 47  | Baumgruppe                                   | Dorfen, OT Zeilhofen                     | 15 m westlich der Kirche von Zeilhofen (48° 16′ 54,8″ N, 12° 6′ 28,2″ O)                                                        | 1 Linde und 2 Kastanien |
| weitere Bilder  | 28       | 46  | Linde                                        | Taufkirchen, OT Hofkirchen               | am westlichen Ortseingang von Hörgersdorf (48° 18′ 5,2″ N, 12° 3′ 12,4″ O)                                                      | |
|                 | 29       | 48  | Baumgruppe                                   | Erding, OT Altenerding                   | im Hain am Südrand des Itzlinger Lohes (48° 16′ 42,4″ N, 11° 52′ 6,6″ O)                                                        | 2 Buchen und 1 Linde |
|                 | 30       | 49  | Eiche                                        | Bockhorn                                 | Eschlbach (48° 19′ 24,8″ N, 12° 1′ 5,7″ O)                                                                                      | |
|                 | 31       | 50  | Eiche                                        | Forstern                                 | Zufahrtsstraße nach Bocköd (48° 11′ 4,5″ N, 11° 57′ 5,7″ O)                                                                     | Eiche jetzt Bestandteil von Nr. 82 |
|                 | 32       | 52  | Eiche                                        | Pastetten                                | Waldrand 250 m nördlich Harrain (48° 13′ 26,1″ N, 11° 57′ 23,6″ O)                                                              | |
|                 | 33       | 55  | Linde                                        | Dorfen, OT Eibach                        | 80 m östlich der Fl. Nr. 44 (Jakobrettenbach?) (48° 18′ 47,8″ N, 12° 10′ 18,2″ O)                                               | |
|                 | 34       | 60  | Hof-Eiche                                    | Forstern                                 | 20 m nordwestlich von Fl. Nr. 103 (48° 10′ 20,9″ N, 11° 57′ 1,6″ O)                                                             | |
|                 | 35       | 62  | Bergahorn                                    | Isen, OT Mittbach                        | in Reit Hs.Nr. 2 (48° 9′ 59,5″ N, 12° 1′ 12,7″ O)                                                                               | |
|                 | 36       | 63  | Linde (150 Jahre)                            | Isen, OT Mittbach                        | Pemmering, Kath. Pfarrpfründe (48° 10′ 22,2″ N, 12° 1′ 43,3″ O)                                                                 | |
|                 | 37       | 64  | Irrblock aus Schiefergneis                   | St. Wolfgang, OT Lappach                 | 2 km nordöstlich am Waldrand (48° 13′ 32,2″ N, 12° 4′ 54,3″ O)                                                                  | Die große Gneisplatte ist z. T. mit Erde bedeckt, war 2007 nicht auffindbar. Geotop 177R001 |
|                 | 38       | 65  | Baumreihen (Eichen, Buchen, Ahorn)           | Erding, OT Altenerding                   | südlich des Gutes Aufhausen (48° 16′ 11,9″ N, 11° 53′ 0,9″ O)                                                                   | |
|                 | 39       | 66  | Linde                                        | Oberding                                 | Nordwestecke des Grundstücks Dorfstr. 24 in Aufkirchen (48° 18′ 29,1″ N, 11° 51′ 49,5″ O)                                       | |
|                 | 40       | 67  | 2 Eichen                                     | Bockhorn                                 | Reisach, Hofbereich des Eigentümers (48° 19′ 33,8″ N, 12° 0′ 54,9″ O)                                                           | |
|                 | 41       | 68  | 4 Eichen                                     | Buch am Buchrain                         | südlich und nördlich von Hammersdorf (48° 14′ 28,4″ N, 11° 59′ 43,7″ O nördlich, 48° 14′ 8,8″ N, 11° 59′ 23,2″ O südlich)       | |
|                 | 42       | 69  | 5 Linden                                     | Dorfen                                   | Westrand Schwesternheim (48° 16′ 30,8″ N, 12° 8′ 44,1″ O)                                                                       | |
|                 | 43       | 70  | Lauf der Strogen                             | Wartenberg                               | Strogen zwischen Riding und Wartenberg (von 48° 22′ 57,4″ N, 11° 59′ 43,3″ O bis 48° 24′ 2,5″ N, 11° 59′ 23,3″ O)               | |
|                 | 44       | 71  | Quellmoorrest                                | Moosinning                               | nördlich von Eichenried (48° 17′ 24,2″ N, 11° 46′ 50,8″ O)                                                                      | |
| weitere Bilder  | 45       | 72  | 2 Eichen                                     | Neuching                                 | Am Friedhof in Oberneuching (48° 14′ 18,6″ N, 11° 51′ 28,7″ O)                                                                  | |
| weitere Bilder  | 46       | 73  | Linde                                        | Neuching                                 | Kirchplatz in Oberneuching (48° 14′ 24,4″ N, 11° 51′ 12,6″ O)                                                                   | |
| weitere Bilder  | 47       | 74  | Linde                                        | Neuching                                 | beim Alten Feuerwehrhaus in Oberneuching (48° 14′ 27,5″ N, 11° 51′ 14″ O)                                                       | |
|                 | 48       | 75  | Linden- und Birkenallee                      | Dorfen, OT Oberhaus                      | nordwestlich des Ortsteils Oberhausmehring (48° 16′ 2,6″ N, 12° 9′ 0″ O)                                                        | Im nördlichen Teil der Allee von der Stadt bis zur Bahnlinie säumen alte Birken den Weg, südlich des Bahnübergangs sind es Linden |
|                 | 49       | 77  | Tuffhügel                                    | Erding, OT Altenerding                   | 500 m nordöstlich von Sollnberg (48° 15′ 36,9″ N, 11° 53′ 23,5″ O)                                                              | Die Kalktuffsande sind subhydrische Bildungen aus dem älteren Holozän. Geotop 177R003 |
|                 | 50       | 76  | Bergahorn                                    | Hohenpolding, OT Hut                     | im Ortsteil Hut (48° 23′ 18,6″ N, 12° 7′ 38,9″ O)                                                                               | |
|                 | 51       | 78  | Erlenbruchwald                               | Taufkirchen, OT Gebensbach               | 250 m nordöstlich von Grub (48° 20′ 38,5″ N, 12° 13′ 2″ O)                                                                      | |
|                 | 52       | 79  | Eiche                                        | Finsing                                  | (48° 13′ 24,7″ N, 11° 49′ 27,6″ O)                                                                                              | |
|                 | 53       | 80  | Linde (1000 Jahre)                           | St. Wolfgang, OT Jeßling                 | Ortsbereich von Klaus (48° 12′ 24,8″ N, 12° 8′ 36,9″ O)                                                                         | |
|                 | 54       | 82  | Baumallee (10 Kastanien, 5 Eichen, 7 Eschen) | Forstern, OT Karlsdorf                   | östlich der Hofzufahrt der Einöde Bocköd (48° 10′ 56,8″ N, 11° 57′ 5,4″ O)                                                      | |
| weitere Bilder  | 55       | 83  | Eichenallee (47 Eichen)                      | Ottenhofen                               | östlich von Siggenhofen (48° 12′ 4,6″ N, 11° 54′ 19,6″ O)                                                                       | |
|                 | 56       | 84  | Eiche                                        | Kirchberg                                | westlich von Halberstätt (48° 24′ 17,9″ N, 12° 3′ 51,8″ O)                                                                      | |
| weitere Bilder  | 57       | 85  | Kalkquellmoos                                | Pastetten, OT Oberschwillach             | Oberschwillach (48° 12′ 47,5″ N, 11° 55′ 26″ O)                                                                                 | |
|                 | 58       | 86  | Hangwald mit Bachlauf der Goldach            | St. Wolfgang                             | bei St. Wolfgang (48° 13′ 0,6″ N, 12° 8′ 7,2″ O)                                                                                | |
|                 | 59       | 87  | Erlenbruchwald                               | Taufkirchen, OT Hofkirchen               | östlich von Unterhofkirchen (48° 18′ 23,8″ N, 12° 5′ 9,9″ O)                                                                    | |
|                 | 60       | 88  | Hangquelle                                   | Taufkirchen, OT Hofkirchen               | bei Unterhofkirchen (48° 18′ 19,3″ N, 12° 4′ 36,6″ O)                                                                           | |
|                 | 61       | 89  | Steinwiesen und Quellbereiche                | Taufkirchen, OT Hofkirchen               | südöstlich von Unterhofkirchen (48° 18′ 7,1″ N, 12° 4′ 59,3″ O)                                                                 | |
|                 | 62       | 90  | Röhricht und Naßwiesenbereiche               | Taufkirchen, OT Hofkirchen und Eschlbach | westlich von Hörgersdorf (48° 18′ 1,7″ N, 12° 2′ 53,7″ O)                                                                       | |
|                 | 63       | 91  | Quellgebiet mit Erlenbruchwald               | Wartenberg, OT Auerbach und Fraunberg    | am Baumberger Bach (48° 22′ 46,7″ N, 12° 0′ 36″ O)                                                                              | |
| weitere Bilder  | 64       | 92  | Eichen-Hainbuchenwäldchen                    | Isen, OT Mittbach                        | südöstlich von Kemating (48° 9′ 48,6″ N, 12° 2′ 33,3″ O)                                                                        | |
|                 | 65       | 93  | Flachmoorrelikt                              | Langenpreising                           | nordöstlich von Rosenau, zw. Rosenau und Oberpolln (48° 26′ 55,2″ N, 11° 57′ 20,6″ O)                                           | |
|                 | 66       | 94  | Verlauf des Göttenbaches                     | Lengdorf                                 | (von 48° 14′ 7,2″ N, 12° 2′ 57,4″ O bis 48° 14′ 15,4″ N, 12° 3′ 55,8″ O)                                                        | |
|                 | 67       | 95  | Quellgebiet                                  | Lengdorf, OT Matzbach                    | bei Matzbach (48° 16′ 42,3″ N, 12° 3′ 1,4″ O)                                                                                   | |
|                 | 68       | 98a | Teiche und Erlenbruchwald                    | Bockhorn                                 | südöstlich von Grünbach (48° 19′ 43,4″ N, 12° 0′ 34,9″ O)                                                                       | |
|                 | 69       | 98b | Teiche und Erlenbruchwald                    | Bockhorn                                 | südöstlich von Grünbach (48° 19′ 30,5″ N, 12° 0′ 33,7″ O)                                                                       | |
|                 | 70       | 97  | Röhricht- und Altwasserbereiche              | Eitting                                  | entlang des Dorfkanals (48° 21′ 6,2″ N, 11° 54′ 4,5″ O)                                                                         | |
|                 | 71       | 99  | Moosgraben                                   | Langenpreising                           | nördlich A92 (48° 25′ 49,8″ N, 11° 55′ 57,4″ O)                                                                                 | |
|                 | 72       | 101 | Lindenallee                                  | Kirchberg, Wartenberg                    | zwischen Wartenberg und Schröding an Kreisstraße ED2 (von 48° 24′ 22,7″ N, 12° 4′ 25,5″ O bis 48° 24′ 12,8″ N, 12° 0′ 56,1″ O)  | |
|                 | 73       | 102 | Robinie                                      | Forstern                                 | Kirchplatz von Tading (48° 11′ 21,1″ N, 11° 59′ 1,4″ O)                                                                         | |
| weitere Bilder  | 74       | 103 | Eiche                                        | St. Wolfgang                             | am Rand des Gemeindegebiets von St. Wolfgang, neben dem Ortsteil Wies bei Schiltern (Dorfen) (48° 14′ 55,5″ N, 12° 10′ 21,1″ O) | |
|                 | 75       | 104 | Eiche                                        | Taufkirchen                              | südöstlicher Ortsbereich von Taufkirchen (48° 20′ 25,9″ N, 12° 7′ 54″ O)                                                        | |
| weitere Bilder  | 76       | 106 | Linde                                        | Dorfen, OT Oberdorfen                    | Kirchberg von Oberdorfen (48° 16′ 16,8″ N, 12° 7′ 22,7″ O)                                                                      | |
|                 | 77       | 105 | Stieleiche                                   | St. Wolfgang                             | nordwestlich von Kalkgrub (48° 12′ 11″ N, 12° 7′ 43,3″ O)                                                                       | |
|                 | 78       | 106 | Linde                                        | Dorfen, OT Zeilhofen                     | Linde in Oberdorfen (48° 16′ 16,8″ N, 12° 7′ 22,7″ O)                                                                           | |
|                 | 79       | 109 | Winterlinde, Rosskastanie                    | Inning am Holz, OT Heldering             | Heldering (48° 20′ 22,9″ N, 12° 5′ 32,9″ O)                                                                                     | |
|                 | 80       | 110 | Baumgruppen in Schwaigerloh                  | Oberding                                 | nördlich von Schwaig (48° 21′ 13,5″ N, 11° 49′ 35″ O)                                                                           | |
|                 | 81       | 111 | 2 Linden                                     | Wörth                                    | Pfarrgrundstück St. Peter (48° 14′ 41,7″ N, 11° 54′ 6,8″ O)                                                                     | |
| weitere Bilder  | 82       | 112 | Eiche                                        | Isen, OT Steingassen                     | nördlich des OT Steingassen (48° 13′ 50,8″ N, 12° 2′ 54,3″ O)                                                                   | Bilder bei Baumkunde und Monumentale Eichen |
| weitere Bilder  | 83       | 113 | Linde                                        | St. Wolfgang                             | in Armstorf (48° 15′ 2,2″ N, 12° 9′ 40,5″ O)                                                                                    | Die Lage im Ort ergibt sich aus der Verordnung vom 04. Mai 2017 im Amtsblatt 20 vom 17. Mai 2017. Die Linde steht als landschaftsprägender Solitärbaum auf einer Wiese mitten im Ortsgebiet von Armstorf, hat eine Höhe von über 25 Metern, einen Durchmesser von bis zu 18 Metern und ist bis zum Boden beastet (Stand 2019).                                                                                               |

## Ehemalige Naturdenkmäler
| Bild | Nr. | Bezeichnung | Gemeinde                   | Lage                                                                        | Bemerkung |
| ---- | --- | ----------- | -------------------------- | --------------------------------------------------------------------------- | --- |
|      | 19  | Flur-Eiche  | Wörth                      | 750 m nordöstlich Bahnstation in Mooswiese (48° 15′ 1,2″ N, 11° 53′ 5,4″ O) | Schutz aufgehoben mit Verordnung vom 14. Oktober 2019 im Amtsblatt 43 vom 23. Oktober 2019.                         |
|      | 44  | Eiche       | Forstern                   | Südrand von Anwesen Tading Hn. 38 (48° 11′ 25,9″ N, 11° 59′ 5,9″ O)         | Schutz aufgehoben mit Verordnung vom 14. Oktober 2019 im Amtsblatt 43 vom 23. Oktober 2019.                         |
|      | 108 | Birnbaum    | Taufkirchen, OT Gebensbach | Geiering, Anwesen des Eigentümers (48° 19′ 48,4″ N, 12° 12′ 21″ O)          | 2020 vom Sturm gefällt. Schutz aufgehoben mit Verordnung vom 14. Oktober 2019 im Amtsblatt 43 vom 23. Oktober 2019. |

## Quelle
- Landratsamt des Landkreises Erding: Naturdenkmalliste